# Busi (Tanzania)
Busi è una circoscrizione rurale (rural ward) della Tanzania situata nel distretto di Kondoa, regione di Dodoma. Conta una popolazione di 18 724 abitanti (censimento 2012).